# Мисс Сайгон
«Мисс Сайгон» (англ. Miss Saigon) — мюзикл Клода-Мишеля Шёнберга и Алена Бублиля. В написании стихов и либретто также принимал участие Ричард Молтби (младший). Написан по мотивам оперы Джакомо Пуччини «Мадам Баттерфляй». В мюзикле действие перенесено в Сайгон 1970-х годов, во время Вьетнамской войны.
Мюзикл стал вторым большим успехом для Шёнберга и Бублиля, первым же были «Отверженные» в 1985 году.
Премьера состоялась 20 сентября 1989 года в Королевском театре «Друри-Лейн». Спектакль не сходил со сцены театра более 4 тысяч выступлений и закрылся 30 октября 1999 года.
На Бродвее премьера состоялась в 1991 году в Broadway Theatre на 53-й улице. Спектакль закрылся в 2001 году после 4092 показов. На декабрь 2013 года эта первая бродвейская постановка все ещё находится на 12-м месте в списке самых «долгоиграющих» бродвейских мюзиклов (то есть в списке по количеству представлений, которые одна постановка выдержала).
В 2014 году поставлена заново в Лондоне. Эта постановка, по утверждению организаторов, уже установила новый мировой рекорд по дневным кассовым продажам: за один день продано билетов на более чем 4 миллиона фунтов стерлингов.